# Weißer Herrscher über Tonga
Weißer Herrscher über Tonga ist ein US-amerikanischer Abenteuerfilm aus dem Jahr 1954 von Byron Haskin mit Burt Lancaster und Joan Rice in den Hauptrollen. Der Film wurde von Warner Bros. produziert und basiert auf dem Roman His Majesty O’Keefe von Gerald Green und Laurence Klingman.

## Handlung
1870 wird der irisch-amerikanische Kapitän David O’Keefe von seiner meuternden Mannschaft in der Südsee in einem Boot ausgesetzt. Das Boot strandet an der Küste der Insel Yap. Der deutsche Kaufmann Alfred Tetins findet den Kapitän und versorgt ihn mit der Hilfe des Medizinmannes Fatumak. O’Keefe sieht die Kokosnuss-Palmen und träumt davon, sein Glück mit dem Handel von Kopra zu machen. Von Tetins erfährt er, dass die Eingeborenen an Handel nicht interessiert seien. O’Keefe ist überzeugt, die Leute umstimmen zu können. Zu seinem Erstaunen sind die Inselbewohner mehr an heiligen Steinen, die sie Fei nennen, interessiert, die sie von einer benachbarten Insel holen.
Jedes Jahr wird Tetins, der seit sieben Jahren auf Yap lebt, vom Häuptling Boogulroo zu einem rituellen Zweikampf herausgefordert. Während Tetins wie stets die Herausforderung ablehnt und damit Boogulroos Autorität bestätigt, nimmt O’Keefe den Kampf an. Boogulroo ist von O’Keefes Mut beeindruckt und gewährt ihm die Erfüllung eines Wunsches. O’Keefe wünscht sich die Ernte der Kokosnüsse. Als ein Dampfer der Gesellschaft, für die Tetins arbeitet, ankommt, verkauft O’Keefe das Kopra und kauft sich eine Passage nach Hongkong. Vor der Abreise verabschiedet er sich von der Insulanerin Kakofel. Von Fatumak erhält er einen Walzahn als Zeichen, dass er zurückkehren wird.
In Hongkong versucht O’Keefe, Partner zu gewinnen, um ein Schiff kaufen zu können. Doch die deutschen und spanischen Handelsgesellschaften dulden keine Konkurrenz. Eine Partnerschaft mit dem Sklavenhändler Bully Hayes lehnt er ab. Der Zahnarzt Sien Tang bietet ihm eine Dschunke an, mit der O’Keefe samt neuer Mannschaft und Sien Tangs Neffen Chou als erstem Maat nach Yap segelt. Die Reise wird durch schlechtes Wetter verlangsamt, sodass O’Keefe eine Insel zur Auffrischung der Vorräte ansteuern muss. Eingeborene Insulaner greifen die Landgänger an und verwunden O’Keefe. O’Keefe lässt Kurs auf Palau setzen. Dort können sich die Seeleute ausruhen. O’Keefe lernt den Australier Bart Harris kennen, der O’Keefes Werben um seine Tochter Dalabo als Verführungsversuch missversteht und droht, ihn zu erschießen. O’Keefe macht Dalabo einen Antrag, den die unerfahrene Frau erst annimmt, als ihr O’Keefe versichert, dass wahre Liebe langsam wachse. Als Boote mit Fatumak und anderen Einwohnern von Yap erscheinen, wird O’Keefe klar, dass er sich auf der Insel mit den heiligen Steinen befindet. Mit Dynamit hilft er, die Steine schneller zu bergen. Er lässt seine Dschunke mit den Steinen beladen und segelt nach Yap.
Auf Yap fordert O’Keefe, dass sein Schiff und verschiedene Lagerhäuser mit Kopra gefüllt werden, bevor er die Steinladung freigibt. Boogulroo beschuldigt ihn des Betrugs und fährt mit einigen Männern selber nach Palau, da nur Steine von Wert seien, die auf traditionelle Art und Weise abgebaut werden. Der Unterhäuptling Inifel hat jedoch mit seinen Männern das geforderte Kopra geliefert, sodass O’Keefe nach Hongkong zurückkehren kann. Dort richtet Sien Tang eine chinesische Hochzeit für ihn und Dalabo aus. Wieder auf See wird Dalabo klar, dass O’Keefe nur an Reichtum und Macht denkt und selten an sie. Während seiner Abwesenheit wird Yap von Hayes und seinen Sklavenjägern angegriffen. O’Keefe kommt zurück, kann die Bewohner befreien und Hayes festnehmen. Er bringt die Insulaner dazu, Hayes Männer laufen zu lassen. Sie sollen Hayes Niederlage weitererzählen und damit potenzielle Angreifer abschrecken. Die Insulaner preisen O’Keefes Weisheit und Weitsicht und krönen ihn zum König.
Während der Krönungszeremonie kehrt Boogulroo zurück und greift O’Keefe an. Die Insulaner glauben, dass der neue König in der Gunst der Götter steht und verbannen Boogulroo und seine Männer. Dalabo weiß um O’Keefes Gier und seine Tändelei mit Kakofel. Sarkastisch nennt sie ihn Seine Majestät O’Keefe. Wieder erscheint ein Dampfer der deutschen Handelsgesellschaft. Die Deutschen erkennen O’Keefe als Herrscher der Insel nicht an. Sie locken ihn von der Insel und greifen mit Boogulroos Hilfe die Insel an, wobei Tetins getötet wird. O’Keefe kehrt zurück und greift in den Kampf ein, bei dem ein deutscher Offizier stirbt. Er erkennt jedoch, dass die Uneinigkeit der Insulaner ihren Untergang bedeutet. O’Keefe kann mit Fatumaks Hilfe Inifel und Boogulroo überzeugen, einen neuen Herrscher wählen zu lassen. Den Insulanern erklärt er, dass Boogulroo recht hatte und die heiligen Steine nur in der traditionellen Art abgebaut werden sollen. In der Erwartung, für den Tod des Offiziers hingerichtet zu werden, stellt er sich den Deutschen aus. Als er festgenommen werden soll, ruft Boogulroo, wohin sie ihren König bringen. Die Deutschen lenken ein und geben O’Keefe, der Dalabos Respekt gewinnt, frei.

## Hintergrund

### Produktion
Gedreht wurde der Film von Ende Juli bis Mitte November 1952 auf der Insel Yap und in Goloa, einem Dorf auf der Insel Viti Levu.

### Stab
Marjorie Best und Liz Hennings sorgten für die Kostüme. Stuart Freeborn war für das Make-up verantwortlich. Louis Levy war der musikalische Direktor.

### Besetzung
In einer kleinen, nicht im Abspann erwähnten Nebenrolle trat Paul Picerni auf.

### Musik
Dimitri Tiomkin und Paul Francis Webster schrieben für den Film den Song Emerald Isle.
Der britischen Fassung ist Musik von Robert Farnon unterlegt. Auch dieser Score wurde von Louis Levy dirigiert.

## Synchronisation
| Rolle              | Schauspieler       | Deutscher Synchronsprecher |
| ------------------ | ------------------ | -------------------------- |
| Cpt. David O’Keefe | Burt Lancaster     | Horst Niendorf             |
| Dallabo aki Dali   | Joan Rice          | Marion Degler              |
| Alfred Tetins      | Andre Morrell      | Wolfgang Lukschy           |
| Fatumak            | Abraham Sofaer     | Hans Emons                 |
| Cpt. Hayes         | Charles Horvath    | Franz Nicklisch            |
| Sien Tang          | Philip Ahn         | Hans Hessling              |
| Weber              | Guy Doleman        | Wolfgang Preiss            |
| Bart Harris        | Alexander Archdale | Eduard Wandrey             |
| Spanier            | Paul Picerni       | Rolf Hierl                 |

Anmerkung: Die kursiv geschriebenen Namen sind Rollen und Darsteller, die nicht im Abspann erwähnt wurden.

## Veröffentlichung
Die Premiere des Films fand am 16. Januar 1954 statt. In der Bundesrepublik Deutschland kam er am 13. April 1954 in die Kinos, in Österreich im September 1954.

## Kritiken
Der Filmkritiken-Aggregator Rotten Tomatoes hat in einer Auswertung ein Publikumsergebnis von 38 Prozent positiver Bewertungen ermittelt.
Das Lexikon des internationalen Films schrieb: „Ein in schwelgerischen Farben inszeniertes Hollywood-Traumprodukt, das neben abenteuerlicher Südsee-Romantik schöne Naturaufnahmen bietet.“
Bosley Crowthers von der The New York Times schrieb, es handele sich um eine ordentliche filmische Phantasie, so üppig wie eine Hula-Hula-Romanze und so wild wie eine Farce von Mack Sennett.
Das Portal Letterboxd lobte die wunderschönen Drehorte, die großartige Musik (hier von Roger Farnon) und die mitreißende Regie Haskins.